# November 17.
November 17. az év 321. (szökőévben 322.) napja a Gergely-naptár szerint. Az évből még 44 nap van hátra.
Névnapok: Gergő, Hortenzia + Brunhilda, Brünhild, Dénes, Dienes, Ében, Ede, Gergely,  Gertrúd, Györe, György, Györk, Györke, Hilda, Hilka, Ildikó, Salómé, Szalóme, Trudi, Viki, Viktória, Zágon, Zakeus, Zekő

## Események

### Sportesemények
Labdarúgás
- 2022 – Luxemburg–Magyarország, barátságos mérkőzés (975. hivatalos mérkőzés), Luxemburg, Luxembourg, Stade de Luxembourg

### Fontosabb események
- 461 – Hilár pápa lesz a keresztény egyház feje.
- 1328 – Károly Róbert városi kiváltságlevelet adományoz Körmöcbánya településnek.[1]
- 1370 – I. (Nagy) Lajos magyar királyt lengyel királlyá koronázzák a krakkói székesegyházban.
- 1558 – I. Mária angol királynő halálával féltestvére, I. Erzsébet lép a trónra. Megkezdődik az erzsébeti kor Angliában.
- 1796 – Az arcolei csatában[2] Napoléon Bonaparte tábornok francia csapatai legyőzik az osztrák hadsereget Itáliában.
- 1800 – Az első kongresszusi ülés a washingtoni Capitolium épületében.
- 1830 – Megtartja  igazgatótanácsi tagválasztó ülését a Magyar Tudományos Akadémia.
- 1839 – Giuseppe Verdi első operáját, az „Oberto”-t bemutatják Milánóban.
- 1873 – Megtartja alakuló ülését Budapest tanácsa, átvéve az ügyintézést Pest, Buda és Óbuda tanácsaitól.
- 1919 – új választójogi törvény Magyarországon, amely a nőknek is szavazati jogot adott.
- 1922 – Szibéria unióra szavaz a Szovjetunióval.
- 1922 – VI. Mehmed szultánt száműzik az Oszmán Birodalomból (Olaszországba).
- 1929 – Szegeden felszentelik a harmadik Szent Rozália-kápolnát.
- 1938 – Olaszországban érvénybe lépnek a zsidóellenes törvények.
- 1948 – Az MDP Államvédelmi Bizottsága – Rákosi Mátyás javaslatára – határoz arról, hogy szovjet katonai és rendőrségi szakértőket kérnek, illetve magyar katona- és rendőrtiszteket küldenek a Szovjetunióba.[3]
- 1958 - A hírhedt Olga Duncan-gyilkosság Kalifornia államban.
- 1962 – Átadják a forgalomnak a Budapest–Miskolc közötti villamosított vasútvonalat.
- 1970 – A Luna–17 szovjet űrhajó leszáll a Hold felszínére és a Holdra bocsátja a Lunohod–1 holdautót, az első holdjárművet.
- 1972 – Juan Perón, Argentína száműzött elnöke 18 év után ismét visszatér országába.
- 1973 – Görögországban a Műegyetem hallgatóinak forradalmát az "ezredesek rendszere" három tank bevetésével leveri, fegyvertelen egyetemi hallgatókat ölnek meg és tartóztatnak le.
- 1989 – A bársonyos forradalom napja Csehszlovákiában
- 1995 – Pályára áll az európai, infra tartományban kutató csillagászati műhold, az ISO.
- 1997 – Luxorban 58 külföldi turistát és négy egyiptomit gyilkolnak meg iszlám terroristák, aminek következményeként az utazási irodák tömegesen mondják vissza egyiptomi körútjaikat.
- 2007 – Parlamenti választások Koszovóban. A választásokat a Koszovói Demokrata Párt (PDK) nyeri, a szavazatok 34%-ával 37 mandátumot szerezve; a második legerősebb párt a korábbi vezető erő, a Koszovói Demokratikus Liga (LDK) a szavazatok 23%-ával és így 25 mandátumra tesznek szert.
- 2017 – Várszegi Asztrik pannonhalmi főapát bejelenti, hogy 2018 elején, a harmadik főapáti ciklus végeztével vissza kíván vonulni az apáti szolgálatból.[4]

## Születések
- 9 – Vespasianus, Róma kilencedik császára († 79)
- 1398 – Aragóniai Péter szicíliai királyi herceg és trónörökös, I. Mária szicíliai királynő, valamint Ifjú Márton aragón infáns és szicíliai király fia (†1400)
- 1503 – Agnolo di Cosimo itáliai festőművész († 1572)
- 1739 – gróf Teleki Sámuel erdélyi kancellár († 1822)
- 1749 – Nicolas Appert francia cukrász, a konzerv feltalálója (jól ledugaszolt, hőkezelt, vastag falú üvegek)(† 1841)
- 1755 – XVIII. Lajos francia király uralkodott: 1814–1824 († 1824)
- 1773 – Csokonai Vitéz Mihály költő († 1805)
- 1790 – August Ferdinand Möbius német matematikus, csillagász († 1868)
- 1822 – Récsi Emil magyar jogtudós, műfordító († 1864)
- 1852 – Kürthy Lajos földbirtokos, felvidéki főispán, kijelölt miniszter († 1921)
- 1854 – Nyíri Sándor magyar katonatiszt, a Ludovika Akadémia parancsnoka, altábornagy és honvédelmi miniszter († 1911)
- 1869 – Ignotus (Veigelsberg Hugó) magyar író, a Nyugat egyik alapítója († 1949)
- 1878 – Lise Meitner osztrák születésű svéd atomfizikusnő († 1968)
- 1887 – Sir Bernard Law Montgomery brit vezértábornagy (Field Marshal) († 1976)
- 1898 – Peti Sándor színész, színészpedagógus, érdemes művész († 1973)
- 1902 – Wigner Jenő magyar származású amerikai fizikus, Nobel-díjas († 1995)
- 1905 – Mischa Auer orosz származású amerikai színész (My Man Godfrey) († 1967)
- 1905 – Asztrid svéd hercegnő, belga királyné, III. Lipót belga király felesége († 1935)
- 1905 – Kocsis Antal olimpiai bajnok magyar ökölvívó († 1994)
- 1906 – Honda Szóicsiró az autógyártás egyik japán úttörője († 1991)
- 1911 – Básti Lajos Kossuth-díjas magyar színész, érdemes és kiváló művész († 1977)
- 1916 – Simándi József magyar színész, bábszínész, rendező († 2002)
- 1918 – Czóbel Anna magyar operatőr († 2012)
- 1922 – Balassa P. Tamás magyar zeneszerző, karmester, zongoraművész, hangszerelő († 2010)
- 1922 – Domán István magyar történész, rabbi († 2015)
- 1922 – Stanley Cohen Nobel-díjas amerikai biokémikus († 2020)
- 1923 – Eősze László Erkel Ferenc-díjas, Kodály Zoltán-díjas magyar zenetörténész († 2020)
- 1925 – Rock Hudson négyszeres Golden Globe-díjas amerikai színész († 1985)
- 1925 – Sir Charles Mackerras ausztrál karmester († 2010)
- 1928 – Mohás Lívia József Attila-díjas magyar író, pszichológus († 2024)
- 1929 – Jimmy Reece amerikai autóversenyző († 1958)
- 1930 – Bárány Frigyes Jászai Mari-díjas magyar színész, érdemes és kiváló művész († 2023)
- 1931 – Andrásfalvy Bertalan Széchenyi-díjas magyar etnográfus, politikus, miniszter, egyetemi tanár
- 1935 – Toni Sailer osztrák síbajnok, olimpiai bajnok, színész, slágerénekes († 2009)
- 1935 – Kertész Alíz olimpiai bajnok magyar tornász, edző
- 1938 – Féner Tamás Balázs Béla-díjas fotóművész, fotóriporter, érdemes művész
- 1939 – Blaha Márta magyar színésznő
- 1941 – David Warbeck angol színész († 1997)
- 1942 – Martin Scorsese Oscar-díjas amerikai filmrendező
- 1942 – Dráfi Mátyás Kossuth- és Jászai Mari-díjas szlovákiai magyar színész, színházigazgató
- 1942 – Rosztóczy István magyar kutató orvos († 1993)
- 1943 – Lauren Hutton amerikai színésznő
- 1944 – Monspart Sarolta magyar tájfutó világbajnoknő, a nemzet sportolója († 2021)
- 1944 – Danny DeVito amerikai színész
- 1944 – Lorne Michaels kanadai filmproducer
- 1947 – Somló Tamás magyar zenész, énekes, dalszerző, a LGT tagja († 2016)
- 1951 – Stephen Root amerikai színész
- 1954 – Szűr Mari magyar színésznő
- 1957 – Ifj. Tóth László magyar festő- és grafikusművész
- 1962 – Boros Csaba magyar rockzenész, énekes (Republic)
- 1963 – Bács Kati magyar színésznő
- 1965 – Pamela Bondi amerikai jogász, lobbista, az Egyesült Államok 87. legfőbb ügyésze
- 1966 – Sophie Marceau francia színésznő
- 1967 – Domenico Schiattarella olasz autóversenyző
- 1967 – Mécs Mónika, magyar producer
- 1967 – Ősi Ildikó magyar színésznő, szinkronszínész
- 1971 – Árpa Attila magyar színész, producer, gyártásvezető, forgatókönyvíró
- 1973 – Crespo Rodrigo Jászai Mari-díjas magyar színész
- 1974 – Mizui Shinji az LM.C japán rock/visual együttes gitárosa (1995–2006-ig a PIERROT gitárosa volt)
- 1981 – Bencze Attila író, költő, szerkesztő
- 1983 – Harry Lloyd angol színész
- 1983 – Virgil Hodge saint kitts-i atléta
- 1985 – Alekszej Ignatovics belorusz tornász
- 1986 – Nani portugál labdarúgó
- 1986 – Alexis Vastine francia olimpiai bronzérmes ökölvívó († 2015)
- 1988 – Hozleiter Fanny, Mosolyka kerekesszékes magyar író és blogger
- 1991 – Gale Agbossoumonde amerikai labdarúgó
- 1994 – Garczik Richárd magyar orgonaművész, zeneszerző
- 1994 – Krúbi Fonogram-díjas magyar énekes, rapper, zeneszerző
- 1995 – Benjamin Gischard svájci tornász

## Halálozások
- 375 – I. Valentinianus római császár (* 321)
- 594 – Tours-i Szent Gergely püspök, ókeresztény író (* 538 körül)
- 1231 – Árpád-házi Szent Erzsébet magyar királyleány, Lajos türingiai őrgróf felesége (* 1207)
- 1494 – Giovanni Pico della Mirandola olasz reneszánsz humanista gondolkodó, filozófus (* 1463)
- 1558 – I. Mária angol királynő, („Véres Mária”) (* 1516)
- 1562 – Antoine de Bourbon francia arisztokrata, Navarra társuralkodója, a vallásháborúk többször pártot cserélt hadvezére (* 1518)
- 1747 – Alain-René Lesage (Le Sage) francia író, költő (* 1668)
- 1796 – Nagy Katalin orosz cárnő (* 1729)
- 1798 – Batthyány Ignác erdélyi püspök (* 1741)
- 1863 – Sauer Ignác  magyar belgyógyász, egyetemi tanár, a Magyar Tudományos Akadémia levelező tagja, az ország főorvosa, a kopogtatás és hallgatózás magyarországi meghonosítója, a magyar orvostudomány és közegészségügy egyik kimagasló jelentőségű alakja (* 1801)
- 1870 – Rottenbiller Lipót Pest város főpolgármestere (* 1806)
- 1876 – Pikéthy Gusztáv honvéd tábornok (* 1805)
- 1886 – Csiky István magyar politikus, országgyűlési képviselő (* 1814)
- 1887 – Andreas Räss német egyházi író, püspök (* 1794)
- 1905 – Fülöp belga királyi herceg, I. Lipót belga király fia és a későbbi I. Albert belga király apja (* 1837)
- 1917 – Auguste Rodin francia szobrászművész (* 1840)
- 1929 – Herman Hollerith amerikai mérnök, statisztikus, a róla elnevezett lyukkártya-rendszer megalkotója (* 1860)
- 1936 – Ernestine Schumann-Heink német opera-énekesnő (* 1861)
- 1940 – Eric Gill angol szobrász, tipográfus, író (* 1882)
- 1947 – Emil Racoviță román barlangkutató és biológus (* 1868)
- 1959 – Heitor Villa-Lobos brazil zeneszerző (* 1887)
- 1977 – Bretter György magyar filozófus, író (* 1932)
- 2002 – Abba Eban izraeli diplomata, külügyminiszter (* 1915)
- 2006 – Puskás Ferenc olimpiai bajnok magyar labdarúgó, az Aranycsapat kapitánya, 1958–1966 között a Real Madrid játékosa (* 1927)
- 2012 – Kovács Apollónia Kossuth-díjas magyar népdalénekes, színésznő (* 1926)
- 2014 – Csepregi Gyula magyar szaxofonművész, a Liszt Ferenc Zeneművészeti Egyetem volt tanára, a  Stúdió 11 szólistája és művészeti vezetője (* 1958)

## Nemzeti ünnepek, emléknapok, világnapok
- Budapest napja, a Pest, Buda és Óbuda egyesülésével létrejött székesfőváros közgyűlésének 1873-as első ülése emlékére
- Nemzetközi diáknap Csehszlovákia náci megszállásakor meggyilkolt Jan Opletal és több száz társa emlékére (1989 óta)
- A szabadságért és demokráciáért való küzdelem napja Csehországban és Szlovákiaban az 1989-es bársonyos forradalom emlékére
- A koraszülöttek világnapja 2011 óta. Ebből az alkalomból lilába „öltöztetnek” mindent. Nemzetközi esemény, Magyarországon is sok épületet lilával világítanak meg ezen a napon, például Budapesten a MÜPÁ-t és a Budapest EYES-t. Ennek a napnak a célja, hogy felhívja a figyelmet a koraszülöttségre mint népbetegségre. A világban minden 10. gyermek – Magyarországon kb. minden 9-10. gyermek – korábban érkezik a világra, mint a 37. gesztációs hét.
- Ekkortájt van a Leonidák meteorraj láthatóságának csúcspontja
- Kongói Demokratikus Köztársaság: A hadsereg napja